# زيدان عمار
زيدان عمار هو لاعب كرة قدم إسرائيلي في مركز الهجوم، ولد في 5 أبريل 1992 في جولس في إسرائيل. لعب مع مكابي أخاء الناصرة ونادي هبوعيل نوف هجليل.